# Nerovnice
Uvažujme dvě funkce {\displaystyle L(x),P(x)}, které jsou definovány na nějaké množině (reálných čísel) {\displaystyle D}. Zápis
{\displaystyle L(x)>P(x)}
resp.
{\displaystyle L(x)\geq P(x)}
resp.
{\displaystyle L(x)<P(x)}
resp.
{\displaystyle L(x)\leq P(x)}
se nazývá nerovnicí o jedné neznámé {\displaystyle x}. Funkce {\displaystyle L(x)} se nazývá levá strana nerovnice a {\displaystyle P(x)} se nazývá pravá strana nerovnice. Vztah obou stran nerovnice (relaci) určuje znaménko nerovnosti, které se v nerovnici vyskytuje právě jednou.

## Klasifikace řešení
Řešením nerovnice je taková množina všech {\displaystyle x\in D}, která splňuje výše uvedenou relaci obou stran nerovnice. V oboru reálných čísel může mít nerovnice tato řešení:
- prázdná množina: nerovnice nemá řešení; např. {\displaystyle x^{2}<0}, řešení: {\displaystyle x\in \emptyset }
- jedna nebo více diskrétních hodnot: kořen rovnice {\displaystyle L(x)=P(x)}; např. {\displaystyle \cos x\geq 1}, řešení: {\displaystyle x=2\pi k}, {\displaystyle k\in \mathbb {Z} }
- interval: všechny typy intervalů; např. {\displaystyle x^{2}-1\leq 0}, řešení: {\displaystyle x\in \langle -1,1\rangle }
- sjednocení intervalů: např. {\displaystyle 4-x^{2}<0}, řešení: {\displaystyle x\in (-\infty ,-2)\cup (2,\infty )}

Soustavu nerovnic řešíme tak, že nalezneme průnik řešení jednotlivých nerovnic.

## Početní postup řešení
Při hledání řešení nerovnice postupujeme obdobně jako při řešení rovnice: ekvivalentními úpravami se snažíme nerovnici převést na jednodušší tvar, z něhož jsme schopni určit řešení nerovnice.
Při řešení nerovnic se často využívá, že pro dvě čísla {\displaystyle a,b} platí, že pokud {\displaystyle ab>0}, pak je buď {\displaystyle a>0} a {\displaystyle b>0} nebo {\displaystyle a<0} a {\displaystyle b<0}. Často se také využívá skutečnosti, že pro {\displaystyle a>b} platí {\displaystyle {\frac {1}{a}}<{\frac {1}{b}}}.
Je třeba mít na paměti, že úpravy nerovnice mají, na rozdíl od úprav rovnic, vliv také na relaci obou stran nerovnice. Např. pokud nerovnici {\displaystyle -2x>-1} vynásobíme {\displaystyle -1}, dostaneme nerovnici {\displaystyle 2x<1}, tzn. došlo ke změně > na <.
Na obě strany nerovnice mohu (stejně jako u rovnic) přičíst libovolné číslo (i záporné). Při násobení musím vědět, zda násobím číslem kladným nebo záporným (pak se obrátí znaménko). Jestliže potřebuji násobit výrazem, který obsahuje neznámou, rozpadne se řešení na dvě části. Pokud mají řešení obě části, pak bude výsledkem sjednocení obou částečných řešení.

## Grafické řešení
U nerovnic se často užívá grafické řešení, neboť je názorné. Známe-li totiž kořeny rovnice {\displaystyle f(x)=0}, můžeme je využít při řešení nerovnice {\displaystyle f(x)>0}, neboť kořeny určují krajní body intervalů, které jsou řešením nerovnice. Grafické řešení pomáhá rychle určit, které z intervalů jsou řešením a které nikoli.

## Rozdělení
Podobně jako u rovnic lze také nerovnice rozdělit na algebraické a nealgebraické.